# Réveille-matin des François
Le Réveille-matin des François est un pamphlet huguenot (1574), attribué à Nicolas Barnaud (et moins souvent à Théodore de Bèze).  Ce texte prône la résistance à l'oppression, le mariage des prêtres.